# 長享
長享（）は、日本の元号の一つ。文明の後、延徳の前。1487年から1489年までの期間を指す。この時代の天皇は後土御門天皇。室町幕府将軍は足利義尚。

## 改元
- 文明19年7月20日（ユリウス暦1487年8月9日） 戦乱・疫病などにより改元
- 長享3年8月21日（ユリウス暦1489年9月16日） 延徳に改元
- ただし、改元後も幕府側の準備不足の為、8月9日まで公家も武家も文明年号を使用した。

## 長享期におきた出来事
- 2年6月9日（1488年） - 加賀一向一揆で、加賀一向宗の門徒が、対立していた守護・富樫政親を攻めて自刃させる。
- 2年8月13日（1488年） - 山名政実、浦上則宗の働きかけにより因幡守護に任じられる。

### 出生
- 元年（1487年） - 北条氏綱、戦国武将（天文10年死去）

### 死去
- 3年3月26日（1489年4月26日） - 足利義尚、室町幕府9代将軍（寛正6年出生）

## 西暦との対照表
※は小の月を示す。
| 長享元年（丁未） | 一月      | 二月※ | 三月 | 四月※ | 五月※ | 六月  | 七月※ | 八月※ | 九月  | 十月  | 十一月※ | 閏十一月 | 十二月    |
| ---------------- | --------- | ----- | ---- | ----- | ----- | ----- | ----- | ----- | ----- | ----- | ------- | -------- | --------- |
| ユリウス暦       | 1487/1/25 | 2/24  | 3/25 | 4/24  | 5/23  | 6/21  | 7/21  | 8/19  | 9/17  | 10/17 | 11/16   | 12/15    | 1488/1/14 |
| 長享二年（戊申） | 一月      | 二月※ | 三月 | 四月※ | 五月※ | 六月  | 七月※ | 八月※ | 九月  | 十月※ | 十一月  | 十二月   |           |
| ユリウス暦       | 1488/2/13 | 3/14  | 4/12 | 5/12  | 6/10  | 7/9   | 8/8   | 9/6   | 10/5  | 11/4  | 12/3    | 1489/1/2 |           |
| 長享三年（己酉） | 一月      | 二月※ | 三月 | 四月※ | 五月  | 六月※ | 七月  | 八月※ | 九月※ | 十月  | 十一月※ | 十二月   |           |
| ユリウス暦       | 1489/2/1  | 3/3   | 4/1  | 5/1   | 5/30  | 6/29  | 7/28  | 8/27  | 9/25  | 10/24 | 11/23   | 12/22    |           |